# Witberger
Witberger ist eine Weißweinsorte. Sie ist eine Kreuzung aus Trollinger (Schiava grossa) und Riesling, die Heinrich Birk an der Forschungsanstalt Geisenheim im Rheingau 1928 durchführte.
Die schnellwüchsige Rebe erwies sich als anfällig gegen Schimmelpilze, wie zum Beispiel Grauschimmelfäule (Botrytis cinerea).
Die Züchtungsergebnisse waren insgesamt unbefriedigend. Der körperarme Wein fiel zu sauer aus. Man versuchte eine Verwendung in der Sekt-Erzeugung, was sich nicht rechnete. Die Rebe wurde daraufhin nach dem Versuchsstadium wieder zurückgezogen und gelangte nicht in den gewerblichen Anbau.
Abstammung: Trollinger × Riesling